# Eddie Money
Eddie Money, właśc. Edward Joseph Mahoney (ur. 21 marca 1949 w Nowym Jorku, zm. 13 września 2019 w Los Angeles) – amerykański wokalista rockowy, saksofonista, gitarzysta oraz autor tekstów.

## Życiorys
W młodości uczęszczał do akademii policyjnej, aby zostać policjantem w Nowym Jorku, podobnie jak jego ojciec. Jego prawdziwą pasją była jednak muzyka i pod koniec lat 60. XX wieku przeprowadził się do Berkeley, gdzie zaczął swoją karierę muzyczną od występów w lokalnych klubach. Został tam dostrzeżony i podpisał kontrakt płytowy z Columbia Records w 1976 roku.
Największe sukcesy odnosił w latach 70. i 80., tworząc takie utwory, które stały się przebojami jak: „Baby Hold On” (1978), „Two Tickets to Paradise” (1977), „I Wanna Go Back” (1986; cover), „Walk on Water” (1988) czy „Take Me Home Tonight” (1986), za który w 1987 roku był nominowany do nagrody Grammy w kategorii najlepszy występ wokalisty rockowego (Best Male Rock Vocal Performance).
W trakcie swojej kariery sprzedał blisko 30 milionów płyt, jego debiutancki album zatytułowany Eddie Money osiągnął w Stanach Zjednoczonych status podwójnej platyny. Platyną pokryły się także albumy: Life for the Taking, Can’t Hold Back i No Control.
Okazjonalnie grywał w filmach i serialach telewizyjnych m.in. w Diabli nadali i The Kominsky Method.
Z żoną Laurie miał pięcioro dzieci: Zachary’ego, Josepha, Desmonda, Juliana i Jesse’ego.
W 2019 roku zdiagnozowano u niego nowotwór przełyku czwartego stadium, zmarł w przeciągu miesiąca od jego wykrycia.

## Dyskografia

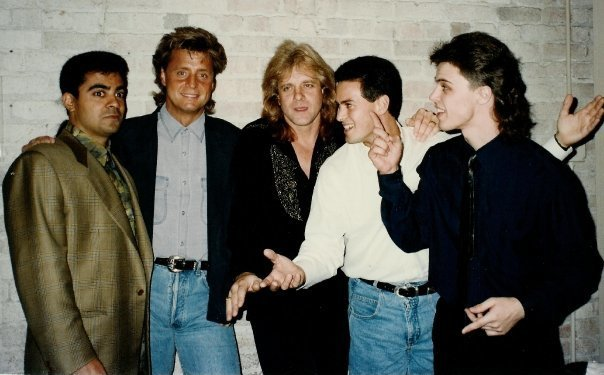
Eddie Money (w środku; 1990).

- 1977: Eddie Money
- 1978: Life for the Taking
- 1980: Playing for Keeps
- 1982: No Control
- 1983: Where's the Party?
- 1986: Can't Hold Back
- 1988: Nothing to Lose
- 1991: Right Here
- 1995: Love and Money
- 1999: Ready Eddie
- 2007: Wanna Go Back
- 2019: Brand New Day[3]